# 배정민
배정민(1975년 3월 31일~)은 대한민국의 여자 성우이다. 1999년 MBC 공채 15기 성우로 합격했다. 최근 2021년에 미국으로 이민하여 살기도 하였다.

## 출연 작품

### 방송
- 모노노케 히메 (MOVIE)
- 쪽빛보다 푸르게 (ANIONE) - 치카
- 수퍼꼬마 퍼맨 (재능TV) - 오수미
- 기동전사 건담 SEED (CHAMP) (ANIONE) (투니버스) - 나탈 바지롤
- 꼬마마법사 레미 (MBC) - 레레, 영호, 석이, 순분, 인선
- 꼬마마법사 레미 샵 (MBC) - 영호, 진주, 이쁜이, 석이, 테크파크, 연희, 레레
- 꼬마마법사 레미 포르테 (MBC) - 영호, 신유리 선생님, 석이, 세영
- 도라에몽 (MBC) - 이슬이 엄마
- 부메랑 파이터 (MBC) - 해피(2)
- 아틀란티스의 왕자 (MBC)
- 요정나라 대모험 (MBC)
- 스쿨럼블 (애니원)
  - 스쿨럼블 OVA 1학기 보충수업 (애니원) - 사와치카 에리
- 짱구는 못말려 극장판 (MBC) - 철수
- 천재소년 지미 뉴트론 (MBC) - 쉰
- 토미와 오스카 (MBC)
- 아이언 키드 (KBS)
- 후르츠 바스켓 (애니원) - 송예림
- 만화열전-라비헴 폴리스 (MBC) - 광고판 목소리
- 만화열전-레드문 (MBC) - 니나
- 만화열전-호텔 아프리카 (MBC) - 제시
- 헌터X헌터 (애니원) - 곤
  - 헌터X헌터 리메이크 (애니맥스) - 곤
- 십이국기 (애니원) - 교크오, 여선, 교국공주, 리요우, 추관장, 세이슈, 류국주민, 리비, 안국 관궁 주민
- 기동전사 건담 SEED (애니원) - 나탈
- 아리아 디 애니메이션 (애니맥스) - 아키라 E 페라리
- 아리아 더 내츄럴 (애니맥스) - 아키라 E 페라리
- 아리아 디 오리지네이션 (애니맥스) - 아키라 E 페라리
- 아리아 디 아리에타 OVA (애니맥스) - 아키라
- 오세암 (KBS) - 아이1(종철)
- 비상계엄 (MBC) - 티나 오스 (리아나 파이)
- 해머보이 망치 - 포플러
- 브링 잇 온 (MBC)
- 비욘드 사일런스 (MBC)
- 쉬즈 더 맨 (MBC) - 이본느(제시카 루커스)
- 007 네버 다이 (MBC) - 머니페니(서맨사 본드)
- 마스크 오브 조로 (MBC)
- 007옥토퍼시 (MBC)
- 이연걸의 소림오조 (MBC)
- 닥터 두리틀 (MBC) - 셔리스
- 바이센테니얼 맨 (MBC) - 큰 아가씨
- AD 2000 (MBC) - 샐리나
- 프랭키와 쟈니 (MBC) - 토니
- 클루리스 (MBC)
- 라이징 선 (MBC)
- 친니친니 (MBC)
- 위험한 증언 (MBC)
- 유혹의 선 (MBC)
- 허리케인 레인저스 (애니박스) - 오로보 박사
- 유리가면 OVA (애니원) - 윤정
- 쵸비츠 (애니원) - 독고정민, 디타, 코코
- 뿡야뿡야 왕바우 (애니원) - 오동미
- 세븐 (MBC)
- 어바웃 어 보이 (MBC) - 앤지, 사이몬
- 스타키드 (MBC)
- 플레드 (MBC)
- 아이언 마스크 (MBC)
- 제로니모 (MBC)
- 당신에게 일어날 수 있는 일 (MBC)
- 디 아이 (MBC)
- 포트리스2 (MBC)
- 파이터 블루 (MBC)
- 인도차이나 (MBC)
- 패밀리 맨 (MBC) - 애니(매켄지 베가)
- 키스 더 걸 (MBC)
- 스크림2 (MBC)
- 슬립 허, 쉬즈 프렌치 (MBC)
- 유니버셜 솔져 - 그 두 번째 임무 (MBC)
- 작안의 샤나 (애니맥스) - 벨 페올, 피레스, 마틸다 생토메르
- 금색의 코르다 (애니맥스) - 후유우미 쇼코
- 빙쵸탄 (애니맥스) - 쿠누기탄
- 베이브 마이 러브 (애니맥스) - 카타쿠라 레이코
- 세이버 마리오넷 J (애니맥스) - 체리, 팬져, 1대 도쿠가와 이에야스
  - 세이버 마리오넷 J to X (애니맥스) - 체리, 팬져
- 헌터X헌터 OVA (애니박스) - 곤 프릭스
- 건담 0080 주머니 속 전쟁 OVA (애니박스) - 크리스
- 강철의 연금술사 극장판 (애니원) - 라스, 마리아 로스
- 가면라이더 드래건 극장판 (애니박스) - 나나코
- 가면라이더 아기토 극장판 (애니박스) - 다이치
- 공각기동대 - Stand alone complex (애니원)
- 초성신 그란 세이저 (챔프) - 아메미야 료코, 마요의 어머니
- 푸콘 가족 (애니원) - 로라
- 환성신 저스티라이저 (재능TV) - 닥터 조라
- 우당탕 무술학교 (재능TV) - 나오, 하루
- 바다요정 스노크 (재능TV)
- 나나 (애니원) - 사오토메 준코
- 키즈 CSI 과학수사대 (MBC)
- 아웅다웅 동화나라 (MBC)
- CSI 뉴욕 (MBC)
- 상상 속 친구들의 모험 : 몬스터들의 집 (카툰네트워크) - 백작 부인
- 명탐정 코난 (투니버스) - 은율
- 헌터X헌터 극장판 팬텀루즈 - 곤
- 동자스님! 소공공 - 공공스님 (BTN불교TV)
- 그들만의 리그 (MBC)
- 라스트 런 (MBC) - 컬로프(비키 키스)
- 딥 임팩트 (MBC) - 새라의 엄마(데니즈 크로즈비)
- 네이키드 웨폰 (SBS)

### 게임
- 테일즈런너 - 초원
- 그라나도 에스파다 - NPC 아델리나 / NPC 잇지 / NPC 그레이스 / 여자 스카우트 여자 솔져

## 같이 보기
- 문화방송
- 문화방송 성우극회